# Velocity (tram)
De Velocity was omstreeks 1999 een concept voor een lagevloertram uit een samenwerkingsverband tussen de Nederlandse bedrijven Stork RMO, Stork-Fokker, Traxis en het Franse Alsthom. Het doel was om gezamenlijk te proberen de opdracht te verkrijgen tot het bouwen van 94 lagevloertrams voor Amsterdam en Rotterdam.
De Velocity zou een laag gewicht hebben, te danken aan het werken met voornamelijk kunststoffen en een zelfdragende constructie. Stork RMO zou de loop- en draaistellen leveren, Traxis de elektrotechnische aandrijving en Stork-Fokker de expertise van kunststofverlijming in zou brengen. Door het lage gewicht zou de tram een lagere aanschafprijs, lager energieverbruik en een kleinere slijtage hebben.

## Afloop
Uiteindelijk is er nooit een Velocity gebouwd. Wel werd een mock-up gebouwd, die jarenlang in de Centrale Werkplaats van de HTM heeft gestaan. De lagevloertrams voor Amsterdam en Rotterdam werden respectievelijk de Combino en de Citadis.